# Xã Spirit Lake, Quận Dickinson, Iowa
Xã Spirit Lake (tiếng Anh: Spirit Lake Township) là một xã thuộc quận Dickinson, tiểu bang Iowa, Hoa Kỳ. Năm 2010, dân số của xã này là 1.402 người.